# Rạch Gốc
Rạch Gốc là thị trấn huyện lỵ của huyện Ngọc Hiển, tỉnh Cà Mau, Việt Nam.

## Địa lý
Thị trấn Rạch Gốc có vị trí địa lý:
- Phía đông giáp xã Tân Ân
- Phía tây giáp xã Viên An Đông
- Phía nam giáp Biển Đông
- Phía bắc giáp xã Tân Ân Tây.

Thị trấn Rạch Gốc có diện tích 45,76 km², dân số năm 2022 là 13.144 người, mật độ dân số đạt 287 người/km².

## Hành chính
Thị trấn Rạch Gốc được chia thành 9 khóm: 1, 3, 4, 6, 7, 8, Đường Đào, Rạch Gốc B, Tam Hiệp.

## Lịch sử
Ngày 8 tháng 1 năm 2009, UBND tỉnh Cà Mau ban hành Quyết định số 29/QĐ-UBND về việc công nhận xã Tân Ân là đô thị loại V.
Ngày 4 tháng 6 năm 2009, Chính phủ ban hành Nghị quyết số 24/NQ-CP về việc thành lập thị trấn Rạch Gốc trên cơ sở điều chỉnh 5.271,50 ha diện tích tự nhiên và 7.831 người của xã Tân Ân.
Ngày 19 tháng 9 năm 2016, UBND tỉnh Cà Mau ban hành Quyết định số 1615/QĐ-UBND về việc công nhận thị trấn Rạch Gốc là đô thị loại V.
Ngày 9 tháng 12 năm 2020, HĐND tỉnh Cà Mau ban hành Nghị quyết số 28/NQ-HĐND về việc sáp nhập ấp Kinh Đào vào ấp Đường Đào.
Ngày 29 tháng 9 năm 2021, UBND tỉnh Cà Mau ban hành Quyết định số 2005/QĐ-UBND về việc chuyển các ấp Đường Đào, Rạch Gốc B, Tam Hiệp thành khóm có tên tương ứng.
Thị trấn Rạch Gốc có 9 khóm.